# Formule BMW

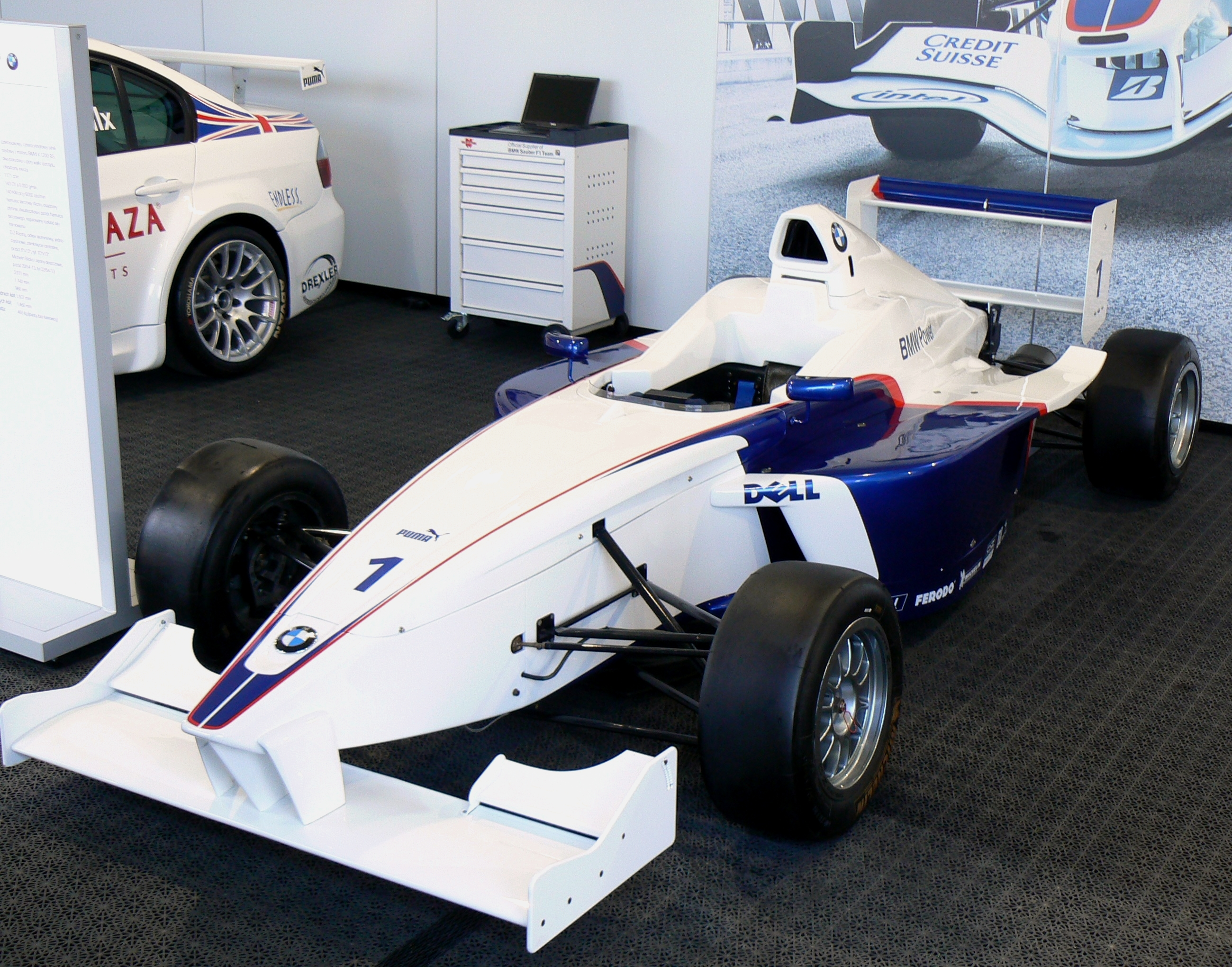
Formule BMW FB02

De Formule BMW werd opgericht in 1998. Het is een raceklasse voor beginners, veel nieuwe talenten komen hiervandaan. Elk jaar aan het eind van het seizoen is er een DELL Formula BMW World Final, vergelijkbaar met de BP Ultimate Masters of Formula 3. De winnaar van dit evenement mag een seizoen lang testen voor het BMW Sauber-Formule 1-team. Er zijn verschillende competities over de hele wereld zoals Formula BMW UK Championship, Formula BMW Asia en de Formula BMW USA die georganiseerd worden door de IMSA.

## De auto
Er wordt een watergekoelde motor gebruikt van een BMW K1200RS-motorfiets, hij heeft 140 pk en een koppel van 128 Nm. De motor heeft een inhoud van 1171 cc. De motor weegt in totaal 71 kg, de auto in totaal weegt (zonder coureur) 455 kg. Ze gebruiken een Hewland FTR-versnellingsbak met 6 versnellingen. Ze gebruiken OZ-racevelgen gehuld in Michelin-banden. Het chassis is gemaakt van koolstof.

## Kampioenen

### World Final
| Jaar | Naam               | Nationaliteit | Team                  |
| ---- | ------------------ | ------------- | --------------------- |
| 2007 | Philipp Eng        | Oostenrijk    | Mücke Motorsport      |
| 2006 | Christian Vietoris | Duitsland     | Josef Kaufmann Racing |
| 2005 | Marco Holzer       | Duitsland     | AM-Holzer Rennsport   |

### Formule BMW USA
| Jaar | Naam             | Nationaliteit | Team                                    |
| ---- | ---------------- | ------------- | --------------------------------------- |
| 2007 | Daniel Morad     | Canada        | EuroInternational                       |
| 2006 | Robert Wickens   | Canada        | EuroInternational, Team Apex Racing USA |
| 2005 | Richard Philippe | Frankrijk     | Team Autotecnica                        |
| 2004 | Andreas Wirth    | Duitsland     | HBR/Powerslide Motorsport               |

### Formule BMW UK

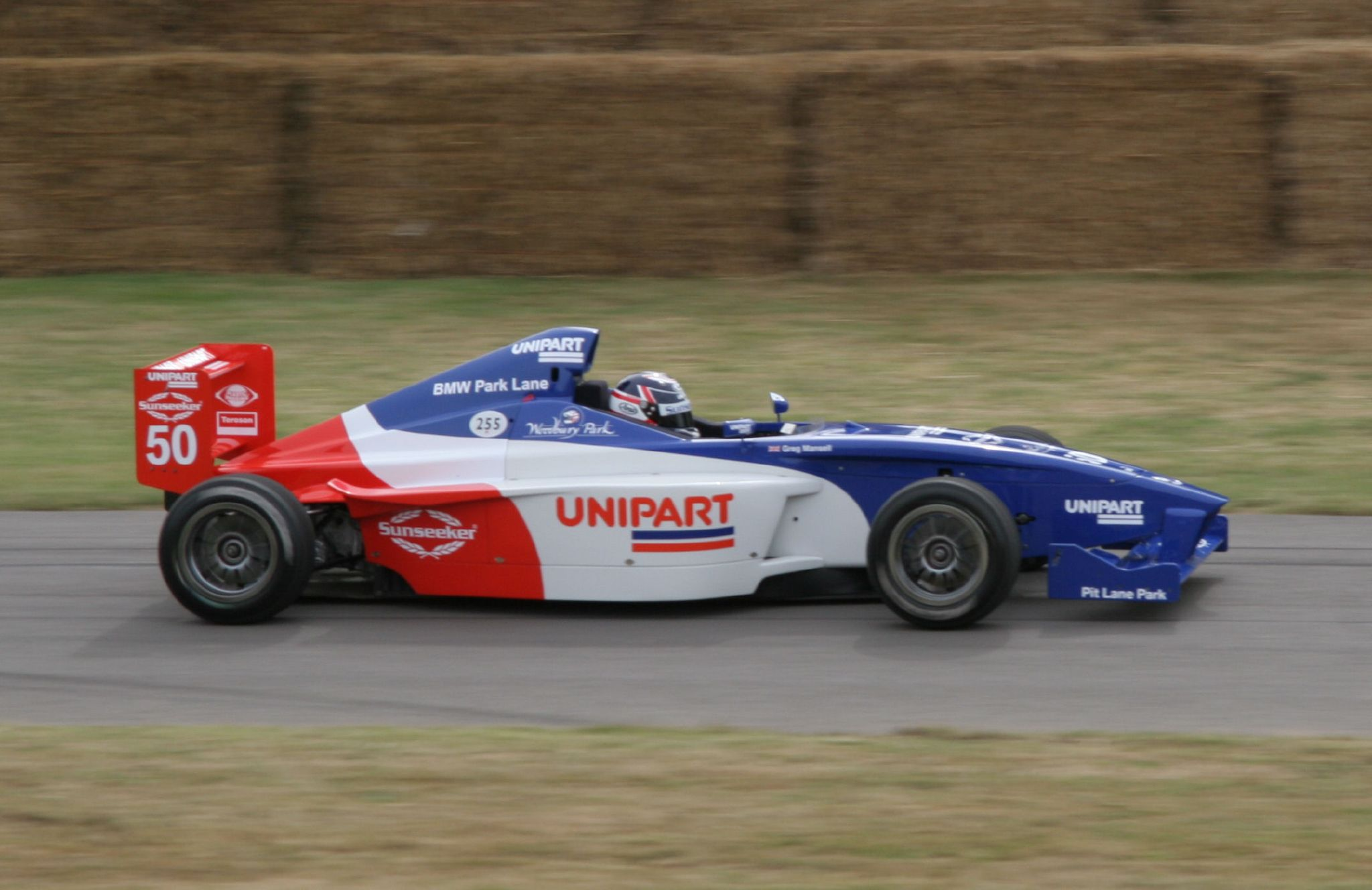
Greg Mansell in 2006.

| Jaar | Naam            | Nationaliteit       | Team              |
| ---- | --------------- | ------------------- | ----------------- |
| 2007 | Marcus Ericsson | Zweden              | Fortec Motorsport |
| 2006 | Niall Breen     | Ierland             | Fortec Motorsport |
| 2005 | Dean Smith      | Verenigd Koninkrijk | Nexa Racing       |
| 2004 | Tim Bridgman    | Verenigd Koninkrijk |                   |

### Formula BMW Pacific
| Jaar | Coureur | Team |
| ---- | ------- | ---- |
| 2008 |         |      |

### Oude kampioenschappen

#### Formule BMW ADAC

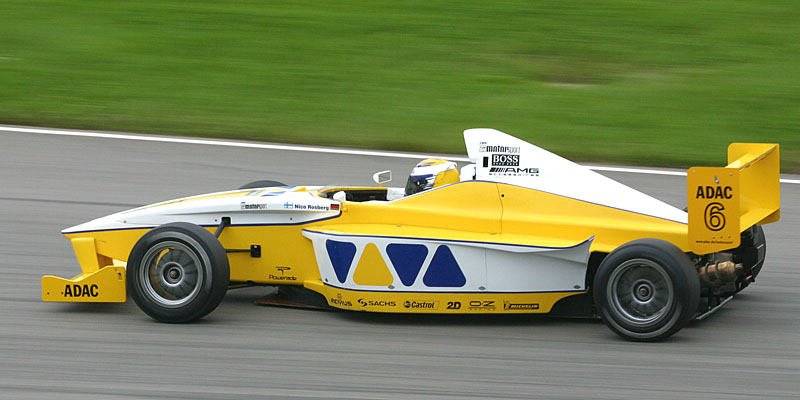
Nico Rosberg, de kampioen in 2002.

| Jaar | Naam               | Nationaliteit | Team                         |
| ---- | ------------------ | ------------- | ---------------------------- |
| 2007 | Jens Klingmann     | Duitsland     | Eifelland Racing             |
| 2006 | Christian Vietoris | Duitsland     | Josef Kaufmann Racing        |
| 2005 | Nico Hülkenberg    | Duitsland     | Josef Kaufmann Racing        |
| 2004 | Sebastian Vettel   | Duitsland     | ADAC Berlin-Brandenburg e.V. |
| 2003 | Maximilian Götz    | Duitsland     | ADAC Berlin-Brandenburg e.V  |
| 2002 | Nico Rosberg       | Duitsland     | VIVA Racing                  |
| 2001 | Timo Glock         | Duitsland     | BMW Formel ADAC Rookie Team  |
| 2000 | Hannes Lachinger   | Duitsland     | BMW Rookie Team              |
| 1999 | Andre Lotterer     | Duitsland     | BMW Rookie Team              |
| 1998 | Stefan Mücke       | Duitsland     |                              |

#### Formule BMW Azië
| Jaar | Naam              | Nationaliteit | Team                 |
| ---- | ----------------- | ------------- | -------------------- |
| 2007 | Jazeman Jaafar    | Maleisië      | CIMB Team Qi-Meritus |
| 2006 | Earl Bamber       | Australië     | Team Meritus         |
| 2005 | Salman Al-Khalifa | Bahrein       | Team E-Rain          |
| 2004 | Marchy Lee        | Hongkong      | Team Meritus         |
| 2003 | Ho-Pin Tung       | China         | Team Meritus         |

#### Formule BMW Junior
| Jaar | Naam                 | Nationaliteit | Team                 |
| ---- | -------------------- | ------------- | -------------------- |
| 2001 | Reinhard Kofler      | Oostenrijk    | ADAC e.V. Motorsport |
| 2000 | Timo Glock           | Duitsland     |                      |
| 1999 | Benjamin Leuenberger | Zwitserland   |                      |
| 1998 | Andre Lotterer       | Duitsland     |                      |

#### Formule BMW Junior Portugal
| Jaar | Coureur      | Nationaliteit |
| ---- | ------------ | ------------- |
| 2002 | Nuno Pinto   | Portugal      |
| 2003 | Juan Cáceres | Uruguay       |